# Bedřich Havránek

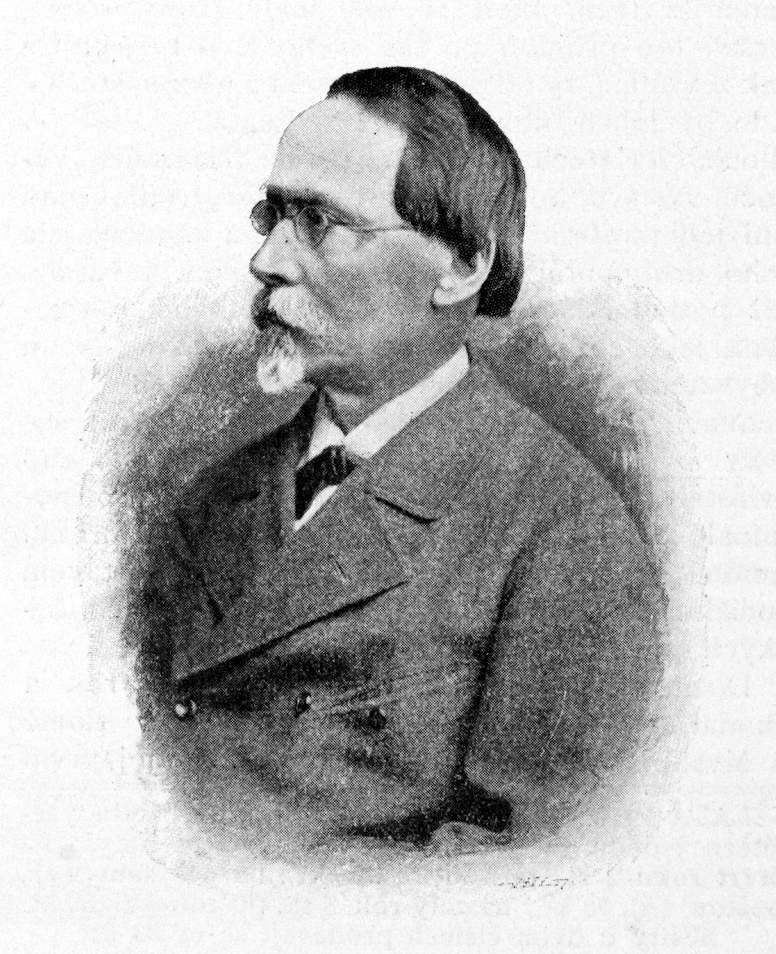
Bedřich Havránek

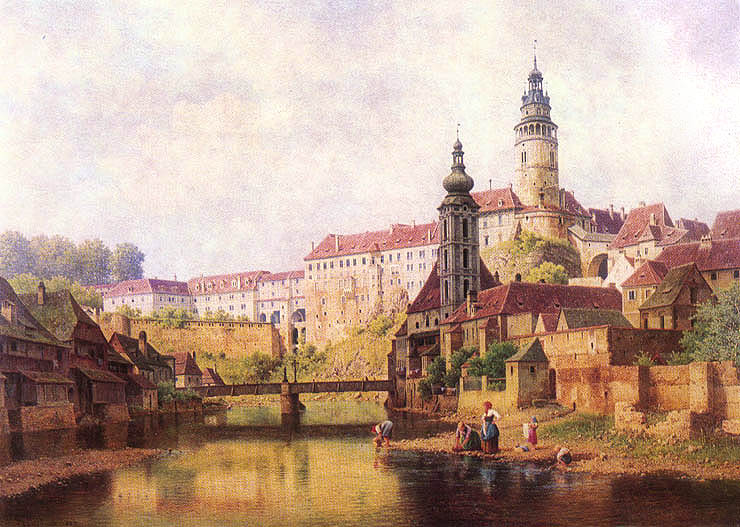
Krumau/Český Krumlov, Bedřich Havránek

Bedřich Havránek (* 4. Januar 1821 in Prag; † 1. März 1899, ebenda) war ein tschechischer Maler, Zeichner und Illustrator der Romantik. Er studierte an der Prager Akademie; u. a. war er Schüler von Antonín Mánes, Max Haushofer und Christian Ruben. Der Schwerpunkt seines Schaffens lag auf der Landschaftsmalerei.